# Alex Nimely
Alex Tchuimeni-Nimely, plus communément appelé Alex Nimely, né le 11 mai 1991 à Monrovia au Liberia, est un footballeur international libérien qui évolue au poste d'attaquant.

## Carrière de joueur

### En club

#### Les débuts
Natif de Monrovia, au Liberia, le jeune Alex Nimely commence le football au Barrack YC puis au Mighty Barrolle. Nimely poursuit sa carrière au Coton de Garoua avant d'aller, en 2007, faire des essais avec Manchester City. Il est décrit par Sven-Göran Eriksson comme le jeune le plus talentueux que Manchester City n'a jamais signé[réf. nécessaire]. À l'âge de 15 ans, il marque un total de 4 buts en Ligue des champions de la CAF et devient le deuxième meilleur buteur. Alex Nimely était également le plus jeune joueur jamais enregistré dans cette compétition.

#### Manchester City
Le 16 janvier 2008, Nimely signe un contrat de 4 année avec le club de Manchester. Il fait ses débuts en tant que remplaçant lors de la victoire 6-1 contre Burnley, le 3 avril 2010. En mai 2010, il signe un nouveau contrat de 4 ans avec Manchester City, soit jusqu'en juin 2014.

#### Middlesbrough
Le 17 janvier 2011, Alex Nimely est prêté au club de Middlesbrough. Il a fait sa première apparition en Capital One face à Crystal Palace. Trois jours plus tard, il est sur le banc lors d'un match de championnat contre Ipswich. Le match s'est terminé à 0-0.

#### Coventry City
Le 12 janvier 2012, pour la 2e fois Alex Nimely est prêté, cette fois c'est au club de Coventry City jusqu'à la fin de la saison. Pour ses débuts, il marque un but et fait 2 passes lors d'une victoire de 3-1 contre son ancien club, Middlesbrough. Il obtient un total d'un but pour 17 matchs joués.

#### Crystal Palace
Le 10 janvier 2013, Nimely est prêté pour la 3e fois, cette fois à Crystal Palace, jusqu'à la fin de la saison 2012-2013. Il est devenu la première recrue de Ian Holloway depuis qu'il a pris la tête du Crystal Palace FC. Le 12 janvier 2013, il fait ses débuts avec le club comme remplaçant avant de remplacer Stuart O'Keefe. Le match se termine sur une défaite 1-0 face à Burnley.

### En sélection
Le 12 mai 2010, Nimely rejette un appel du Liberia pour les éliminatoires de la Coupe du monde 2010 et déclare à la presse qu'il a choisi de jouer pour l'Angleterre et que son père était anglais. Il est admis en équipe d'Angleterre U20 pour la Coupe du monde des moins de 20 ans 2009. Il marque son premier but en sélection lors d'un match de phase de groupes contre l'Ouzbékistan. En novembre 2011, il est appelé pour la première fois avec l'Angleterre des moins de 21 ans, mais il est contraint de se retirer de l'équipe en raison d'une blessure.

## Palmarès
- Champion de Roumanie en 2017